# Women's Bank Open
Het Women's Bank Open was een eenmalig golftoernooi in Finland, dat deel uitmaakte van de Ladies European Tour Access Series. Het werd opgericht in 2012 en vond plaats op de "Loch Hill Course" van de Hill Side Golf & Country Club in de hoofdstad Helsinki.
Het toernooi werd gespeeld in een strokeplay-formule van drie ronden (54-holes) en na de tweede ronde werd de cut toegepast.

## Winnares
| Jaar | Winnares          | Score | Score | Info  |
| ---- | ----------------- | ----- | ----- | ----- |
| 2012 | Cecilie Lundgreen | 206   | –7    | [ 1 ] |